# Скуче

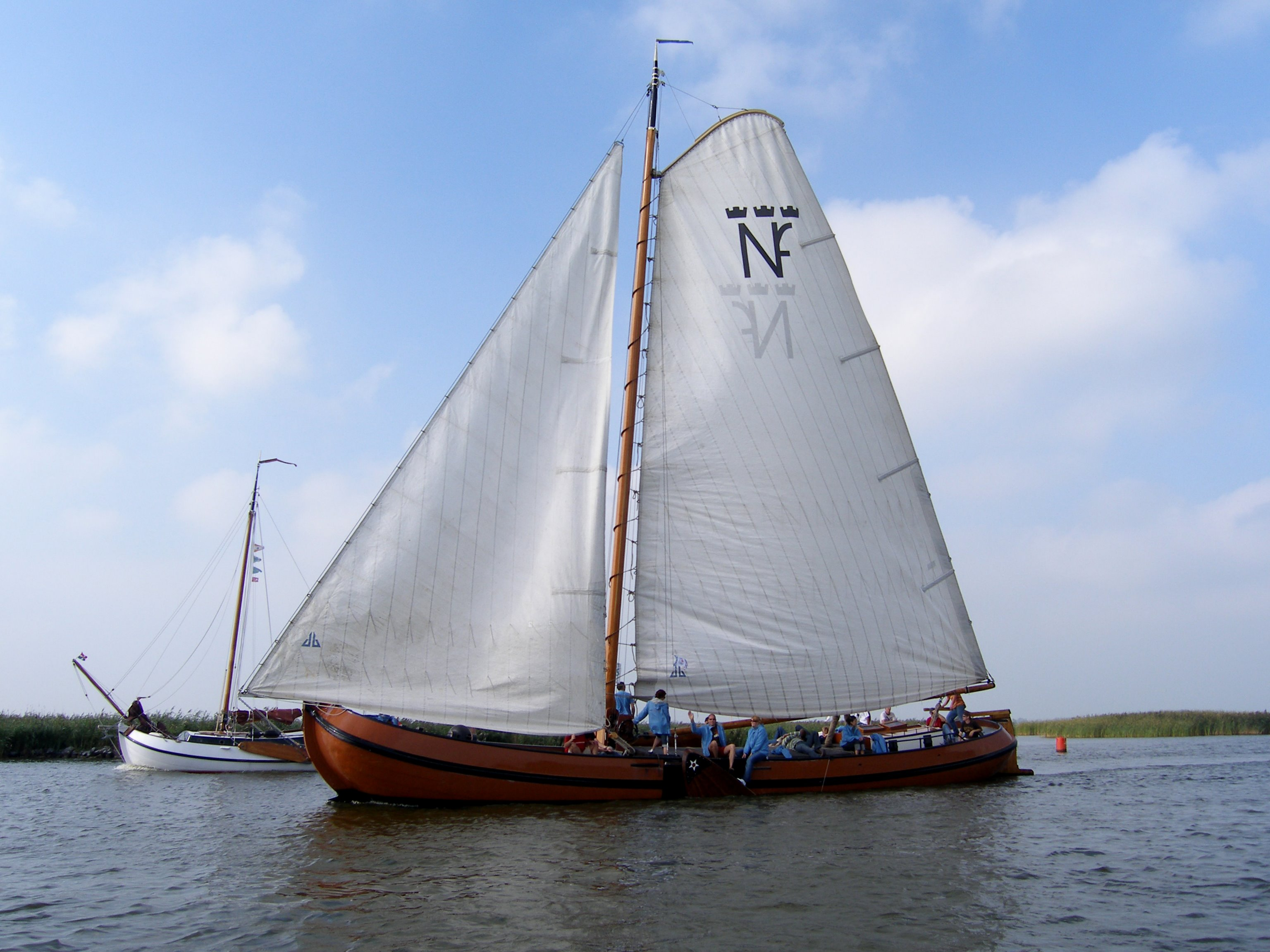
Скуче

Скуче (з.-фриз. Skûtsje), или фризский тьялк — разновидность тьялка, распространённая во Фрисландии. Грузовое парусное судно для плавания по рекам и каналам. От других тьялков скуче отличались небольшими размерами и некоторыми другими особенностями.

## Особенности
Как и все виды тьялков, скуче имели округлые обводы носа и кормы, с заваленными бортами. Палуба скуче не была ровной по всей длине судна, а имела седловатость в носу. У кормы имелась невысокая рубка (чтобы проходить под низкими мостами). У скуче имелась одна мачта, на которой обычно поднимали два паруса: грот и стаксель. В отличие от других типов, грот имел характерный изогнутый гафель. Галсовый угол стакселя крепился не к форштевню, как на большинстве других тьялков, а к короткому бушприту (обычно тьялки бушприта не имели). Как и все тьялки, скуче имели боковые шверцы.

## История
Первоначально скуче использовались как грузовые суда. На них по рекам и каналам, а также по прибрежным морским водам, перевозили самые разные грузы: торф, сельхозпродукты, стройматериалы.
Сначала скуче имели длину 8 — 12 метров и грузоподъёмность до 12 тонн, но к концу XIX века размеры скуче выросли до 18 — 20 метров, а грузоподъёмность — до 56 тонн. Ширина скуче составляет 3,5 — 4 м, осадка — до полуметра.
До конца XIX века скуче строились из дерева, потом их стали строить из стали (примерно с 1880-х годов). Скуче строились до 1930-х годов. К концу первой половины XX века скуче утратили транспортную роль, однако эти суда и сейчас пользуются популярностью. В наши дни они используются как яхты. Регулярно проводятся специальные регаты для скуче, известные как Skûtsjesilen. Традиция этих регат возникла ещё в первой половине XIX века. Тогда Skûtsjesilen обычно приурочивались к ярмаркам.
Регаты Skûtsjesilen организуют две организации, Sintrale Kommisje Skûtsjesilen (SKS) и Iepen Fryske Kampioenskippen Skûtsjesilen (IFKS).
До наших дней сохранилось около восьмидесяти скуче, все они построены из металла. Деревянных скуче не сохранилось, но с 2004 года музеем скуче ведётся строительства деревянного скуче, который станет точной копией прежних скуче, строившихся в XIX веке. Строительство планируется завершить в 2007 году.